# Chief Lake
Chief Lake is een plaats (census-designated place) in de Amerikaanse staat Wisconsin, en valt bestuurlijk gezien onder Sawyer County.

## Demografie
Bij de volkstelling in 2000 werd het aantal inwoners vastgesteld op 625.

## Geografie
Volgens het United States Census Bureau beslaat de plaats een oppervlakte van
61,1 km², waarvan 54,6 km² land en 6,5 km² water. Chief Lake ligt op ongeveer 402 m boven zeeniveau.

## Plaatsen in de nabije omgeving
De onderstaande figuur toont nabijgelegen plaatsen in een straal van 20 km rond Chief Lake.